# Kamenná (Vyšší Brod)
Kamenná (německy Stein) je zaniklá osada jihozápadně od Studánek u Vyššího Brodu v okrese Český Krumlov.

## Název

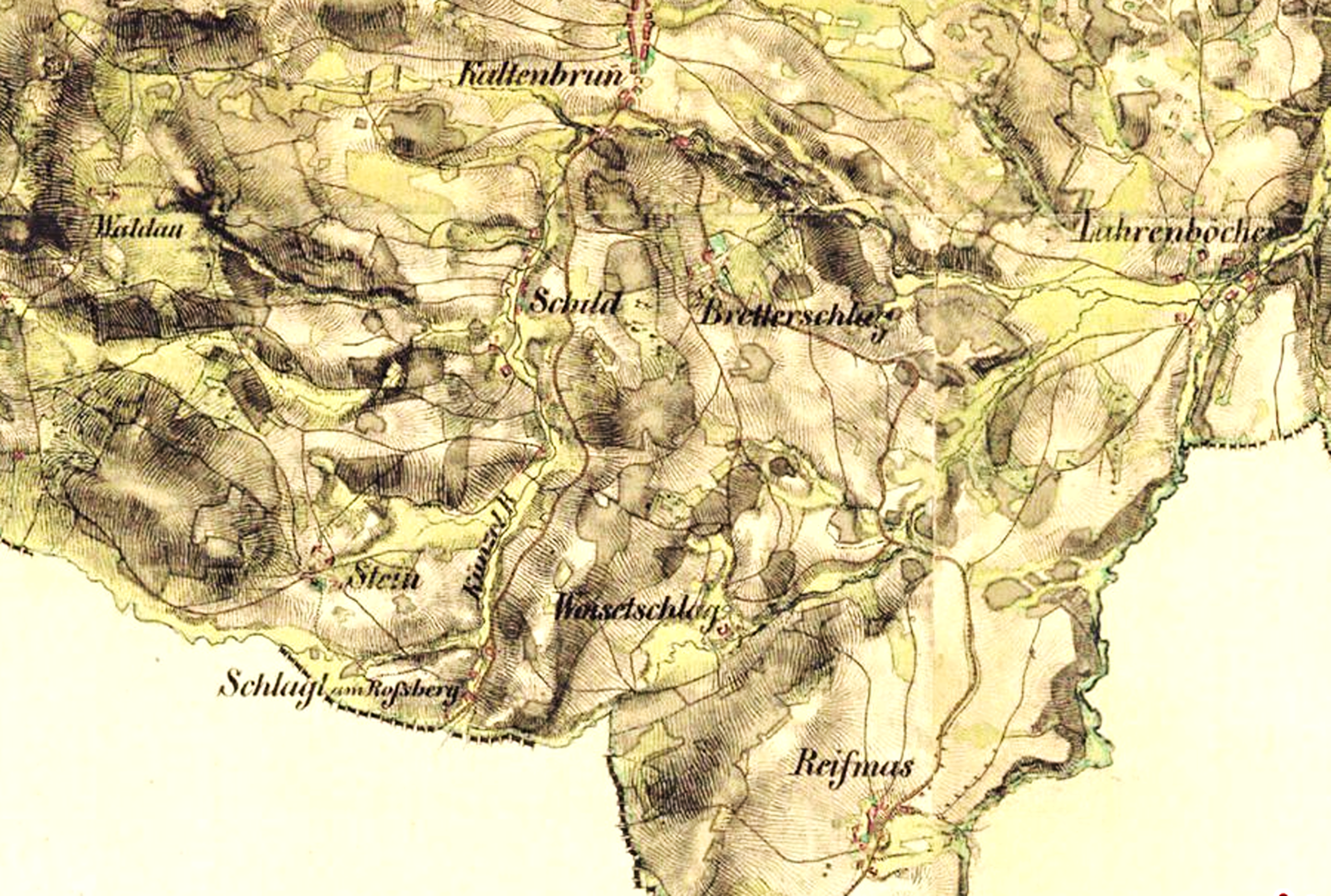
Kamenná (Stein) na mapě z poloviny 19. století

V historických pramenech se název objevuje ve tvarech: Stain (1379), Kamenn (1385), Stain (1418), z Sstaynu (1500), Stain (1530), W kameni (1544), Sstein (1654) a Stein (1720 a 1789). V češtině se používal také název Kámen.

## Historie
První písemná zmínka o osadě pochází z roku 1379. Osada bývala součástí jihočeského Rožmberského dominia. V první polovině 16. století přešla Kamenná do majetku cisterciáckého kláštera ve Vyšším Brodě.
Při sčítání lidu v letech 1869–1930 patřila k obci Studánky a při dalších sčítáních už jako osada neexistovala.

## Poloha
Osada stávala na východním okraji Šumavy na východním úbočí vrchu Kamenná (938 metrů) mezi osadami Bystrá a Čížkrajíce pod Chobolkou v blízkosti hranice s Rakouskem. V místech, kde osada stávala, pramení drobný potok, který se ve Vyšebrodském průsmyku vlévá do Bystré. Její pozůstatky se nacházají v katastrálním území Studánky u Vyššího Brodu o rozloze 15,56 km².

## Obyvatelstvo
|           | 1869 | 1880 | 1890 | 1900 | 1910 | 1921 | 1930 |
| --------- | ---- | ---- | ---- | ---- | ---- | ---- | ---- |
| Obyvatelé | 69   | 68   | 63   | 56   | 58   | 55   | 40   |
| Domy      | 8    | 8    | 8    | 8    | 9    | 9    | 8    |